# (21125) Orff
(21125) Orff (1992 YZ4) – planetoida z pasa głównego asteroid okrążająca Słońce w ciągu 3,59 lat w średniej odległości 2,34 j.a. Odkryta 30 grudnia 1992 roku.